# Семакин, Владимир Кузьмич
Владимир Кузьмич Семакин (12 декабря 1922, Глазов, УАССР, РСФСР — 27 апреля 1990) — советский поэт, переводчик, редактор. Член Союза писателей СССР (1954).

## Биография
Семакин Владимир Кузьмич родился 12 декабря 1922 года в Глазове Удмуртской АССР в семье служащих. После окончания средней школы в 1940 году поступил в Удмуртский государственный педагогический институт, но учёбу прервала война. В 1942 году мобилизован на трудовой фронт: работал на строительстве машиностроительного завода, матросом на буксирном катере, рабочим на заводе Наркомата вооружения в Воткинске. 
Окончил институт в 1948 году, преподавал в ремесленных училищах Ижевска.
Первые стихи Владимира Семакина печатались в периодических изданиях Удмуртии, в журнале «Молот» ещё до войны. Первая книга стихов вышла в Ижевске в «Удмуртгосиздате» в 1949 году, далее последовали «Третья смена» (1951) и «Край родниковый» (1953).
В.К. Семакин — участник Первого и Второго Всесоюзных совещаний молодых писателей, а позже и руководитель таких семинаров.
В 1953 году Семакин поступил в Литературный институт им. А. М. Горького, после его окончания в 1958 году, работал в «Литературной газете», а с 1961 года и до конца жизни — в издательстве «Советский писатель».
Владимир Кузьмич Семакин перевёл стихи почти всех поэтов Удмуртии: Ашальчи Оки, С. Широбокова, Т. Шмакова, И. Дядюкова, А. Лужанина, Н. Байтерякова, И. Зорина, М. Покчи-Петрова, Е. Самсонова, М. Петрова, И. Гаврилова, Г. Верещагина, а также сборники песен Г. Корепанова, Г. Корепанова-Камского. Под его редакцией увидели свет сотни поэтических книг, в том числе книги поэтов Удмуртии: Ф. Васильева, Г. Ходырева, О. Поскрёбышева.
Принимал участие в Днях удмуртской литературы и искусства в Москве (1970, 1981), на съездах писателей РСФСР, СССР.
В 1981 году за трудовую, творческую, переводческую деятельность В.К. Семакин награждён Орденом Дружбы народов.
Владимир Кузьмич Семакин скончался 27 апреля 1990 года, похоронен на Хохряковском кладбище города Ижевска.

### Сборники
- Стихи // Поэты Урала: Антология уральской Поэзии: В 2 т. – Свepдловск, 1976. — Т. 2. — С. 133-146.[2]

### Книги переведённые на русский язык
- Шмаков Т. И. Рождение песни: Стихи / Пер. В. Ceмaкина. — Ижевск. 1960. — 72 с.
- Широбоков С. Песни полей: Стихотворения, песни, поэмы / Пер. В. Семакина. — Ижевск, 1968. — 112 с.
- Петров М. Италмас / Пер. с удм. В. Семакина. — Ижевск. 1984. — 48 с.
- Петров М. Стихи // Песни солнечного леса: Сб. стихов / Сост. А. Шкляев; Пер. В. Семакина. — М.: Современник, 1989. С. 94—111.
- Широбоков С. Стихи // Песни солнечного леса: Сборник стихов / Пер. В. Ceмакина. — М.: Современник. 1989. — С. 126—175.

## Цитата
Высокий пафос многих стихотворений порождён патриотическим чувством любви к малой родине.
— Владислав Кириллов, член Союза писателей России

## Награды и премии
- Орден Дружбы народов (1981)
- значок «Отличник печати» (1981)
- премия журнала «Огонёк» (1979)
- медаль «За трудовую доблесть» (1950)
- медали и грамоты